# نويكيرشن-فلوين
نويكيرشن ولوين (بالألمانية: Neukirchen-Vluyn) هي بلدة ألمانية تقع في ألمانيا في فيزل. يقدر عدد سكانها بـ 27,831 نسمة .

## المدن التوأمة
مدن Ustroń و Mouvaux هي مدن توأمة لـنويكيرشن ولوين.

## أعلام
- كريستوفر لوتز